# FK Ústí nad Labem
FK Ústí nad Labem is een Tsjechische voetbalclub uit de stad Ústí nad Labem.

## Geschiedenis
De club werd in 1945 opgericht als SK Ústí nad Labem, intussen werd de club al een aantal maal veranderd. In 1952 speelde de club in de hoogste klasse en bereikte dat jaar ook de halve finale van de Tsjechoslowaakse beker. De club werd voorlaatste en had 5 punten voorsprong op MEZ Židenice. Door een herstructurering van de competitie belandde de club niet in de tweede, maar in de derde klasse. Na drie jaar promoveerde de club en ook in de tweede klasse wist de club een promotieplaats te bemachtigen. Het tweede seizoen bij de elitie was al even onsuccesvol als het vorige. Spartak werd laatste met één punt achterstand op Dynamo Žilina en Dukla Pardubice.
In de volgende decennia pendelde de club tussen de tweede en derde klasse. Door een corruptiezaak werd de club in 1990 uit de derde klasse gezet en keerde pas in 1993 terug en promoveerde meteen door naar de tweede klasse. In 1998 kon de club het seizoen niet beëindigen wegens financiële problemen. In het seizoen 1998/99 speelde de club zonder eerste elftal waardoor er noodgedwongen een fusie kwam met FK NRC Všebořice uit de zesde klasse.
In 2003 kon de club terugkeren naar de derde klasse en promoveerde ook deze keer meteen door naar de tweede klasse. In 2006 bereikte de club de derde plaats en miste zo net de promotie naar de Gambrinus liga. In 2010 promoveerde de club.

## Statistieken
- I. liga: 1952, 1958/59, 2010/11-
- II. liga: 1950, 1951, 1957/58, 1959/60-1963/64, 1968/69-1971/72, 1973/1974, 1974/75-1980/81, 1984/85, 1987/88-1988/89, 1994/95-1997/98, 2004/05-2009/10
- III. liga: 1953-1956, 1964/65-1967/68, 1972/73, 1981/82-1983/84, 1985/86-1986/87, 1989/90, 1993/94, 2003/04

## Naamsveranderingen
- 1945 – SK Ústí nad Labem
- 1947 – SK Slavia Ústí nad Labem
- 1949 – Sokol Armaturka Ústí nad Labem
- 1950 – ZSJ Armaturka Ústí nad Labem
- 1953 – DSO Spartak Ústí nad Labem
- 1962 – TJ Spartak Ústí nad Labem
- 1977 – TJ Spartak Armaturka Ústí nad Labem
- 1983 – TJ Spartak PS Ústí nad Labem
- 1984 – TJ Spartak VHJ PS Ústí nad Labem
- 1991 – FK Armaturka Ústí nad Labem
- 1994 – FK GGS Arma Ústí nad Labem
- 1999 – Fusie met FK NRC Všebořice
- 2001 – MFK Ústí nad Labem
- 2006 – FK Ústí nad Labem

## Erelijst
| Nationaal sinds 1993            |    |         |
| Kampioen Národní fotbalová liga | 1× | 2011/12 |

## Eindklasseringen vanaf 1995 (grafiek)
| 1 |

| 8 |

| 9 |

| 13 |

| 16 |

| 0 |

| 4 |

| 10 |

| 12 |

| 1 |

| 1 |

| 12 |

| 3 |

| 9 |

| 12 |

| 4 |

| 2 |

| 16 |

| 1 |

| 10 |

| 7 |

| 12 |

| 7 |

| 8 |

| 10 |

| 5 |

| 7 |

| 5 |

| 15 |

| 11 |

| 3 |

| Fortuna liga (I) | Fotbalová národní liga (II) | ČFL / MSFL (III) | Divize B (IV) | Severočeský oblastní přebor (V) |